# Kufel (Isergebirge)
Der Kufel, auch Łyszczyk (deutsch: Seidelberg) ist ein 589 m hoher Berg im schlesischen Teil des Isergebirges in Polen. Der Kufel erhebt sich zwischen Gierczyn (Giehren) und Lasek (Kolonie Förstel) im Zackenkamm in der Gemeinde Mirsk.

## Beschreibung
Am dem Gipfel befindet sich eine Baumgruppe, ansonsten ist der Berg unbewaldet. Der Berg besteht aus Graniten und Gneisen sowie Quarzen. 